# مؤسسة الأراضي المقدسة للصم
مؤسسة الأراضي المقدسة للصم هي مؤسسة غير ربحية تقع في مدينة السلط، شمال العاصمة الأردنية عمان. تُقدم المؤسسة خدمات تعليمية وتأهيلية للأشخاص ذوي الإعاقة السمعية. وتخدم المؤسسة ما يقارب 150 طالبًا وطالبة من الأردنيين، تتراوح أعمارهم بين 3 و20 عامًا. كما توفر المؤسسة خدمات السمعيات والمعينات السمعية، ويقوم برنامج التوعية التابع لها بإجراء اختبارات سمعية للأطفال في مخيمات اللاجئين. إضافةً إلى ذلك، ينظم برنامج "S.T.R.I.D.E." (معهد السلط للتدريب والموارد في مجال الإعاقة) دورات تدريبية للمعلمين في الشرق الأوسط.

## البرامج الدراسية والأنشطة
يتم تعليم الطلاب في المؤسسة لغة الإشارة الأردنية، بالإضافة إلى المواد الدراسية التقليدية. ويُطلب من الطلاب كذلك تعلم مهنة حرفية. يشمل تدريب الفتيان: ميكانيكا السيارات، والنجارة، والدهان، وتصليح هياكل السيارات، والحدادة. أما الفتيات فيدرسن المهارات المنزلية مثل: الحياكة، والتطريز بالماكينة، والخياطة، ورعاية الأطفال. ويتلقى الطلاب من الجنسين تدريبًا في مهارات الحاسوب، والطباعة، والخزف، وصناعة قوالب الأذن، التي تُصنّع في الموقع لخدمة المعينات السمعية.

## التاريخ
تأسست المؤسسة عام 1964 على يد الأخ أندفيغ، وهو قس أنجليكاني هولندي. وفي عام 1977، تولى الأخ أندرو دي كاربانتييه إدارة المدرسة، بعد انتقاله من بيروت.

### الزيارات الملكية
افتُتحت المؤسسة رسميًا من قبل الملك الراحل الملك حسين بن طلال.
- في عام 1987، افتتح الأمير حسن بن طلال امتدادًا جديدًا للمبنى الداخلي والجناح المنزلي.[4]
- في عام 2002، افتتحت الملكة رانيا العبد الله وحدة السمعيات الجديدة.[4]
- في عام 2003، افتتح الأمير رعد بن زيد وحدة الصم المكفوفين.[4]
- في نوفمبر 2009، افتتح الملك عبد الله الثاني بن الحسين مبنى جديدًا للتدريب المهني، يهدف إلى توفير دورات تدريبية للفتيات لتمكينهن من الحصول على وظائف بعد التخرج، وقد رافقه في الافتتاح الأمير رعد بن زيد، ورئيس الديوان الملكي ناصر اللوزي، والمستشار الملكي أيمن الصفدي.[5]

## وصلات خارجية
- الموقع الرسمي